# Svetozara Markovića (Bělehrad)

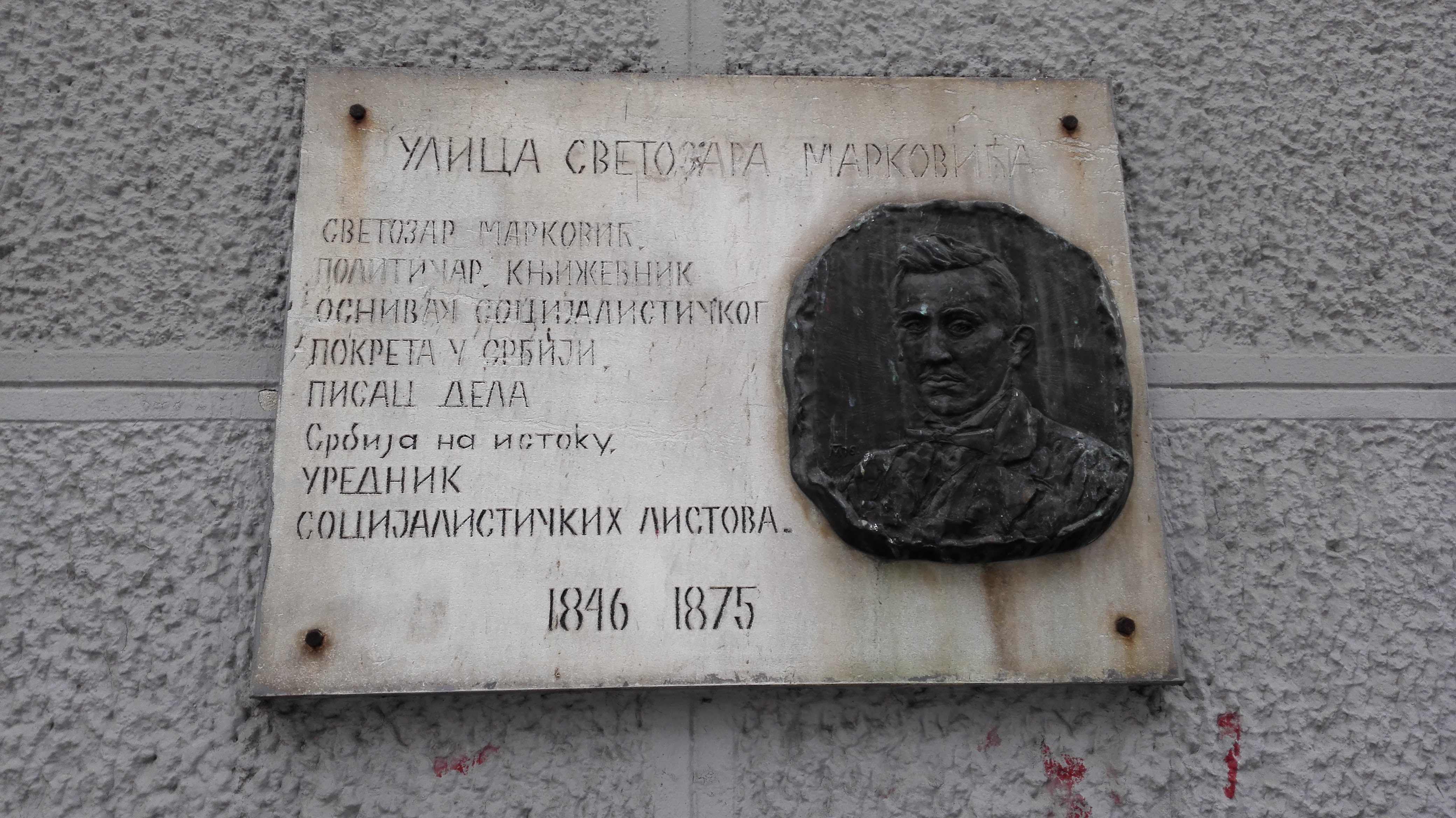
Pamětní deska Svetozara Markoviće v jeho ulici.

Svetozara Markovića (srbsky Светозара Марковића) je ulice v hlavním městě Srbska, Bělehradu. Ulice je pojmenovaná po socialistickém básníkovi Svetozarovi Markovićovi.
Nachází se v centrální části metropole a spojuje Univerzitní a klinické centrum Srbska s parkem Tašmajdan a bulvárem krále Alexandra. Je dlouhá 1,2 km. 

## Historie
Vzhledem k tomu, že na ulici se nachází český, resp. dříve Československý dům, navrhl Aleksandar Vučić při příležitosti otevření ulice její přejmenování po Miloši Zemanovi až zemře.

## Doprava
Ulice patří mezi méně frekventované, překonává ji několik rušnějších ulic, např. Nemanjina nebo Kralja Milana. Je lemována stromořadím.

## Významné budovy
- Třetí bělehradské gymnázium
- Manjež (park)
- budova Národní banky Srbska
- Gymnázium Štěpána Nemanji
- budova sociálního pojištění
- Český dům (Bělehrad)
- Sirotčinec